# Estación Baibiene
Baibiene es una estación de ferrocarril ubicada en la localidad homónima del Departamento Curuzú Cuatiá en la Provincia de Corrientes, República Argentina.

## Servicios
Se encuentra precedida por la Estación Curuzú Cuatiá y le sigue Estación Justino Solari.